# Maizie Williams
Pour l’article ayant un titre homophone, voir Maisie Williams.
Pour les articles homonymes, voir Williams.
Maizie Williams, née le 25 mars 1951 à Montserrat, est une chanteuse britannique. Elle est surtout connue pour avoir fait partie du groupe Boney M., créé par le producteur Frank Farian dont les années actives furent de 1976 à 1985.

## Biographie
Élevée à Birmingham, Maizie Williams commence à travailler comme mannequin. Elle obtient le titre de Miss Black Beautiful en 1973. Elle fonde son propre groupe Black Beautiful People. Elle émigre ensuite en Allemagne de l'Ouest avec son amie Sheyla Bonnick. En 1975, alors qu'elles sont dans un restaurant, elles sont approchées par Frank Farian pour faire partie de son nouveau groupe nommé Boney M. Le job consistait principalement à danser plus qu'à chanter. Elle n'a en fait jamais chanté dans le groupe, mimant les paroles en play-back contrairement aux deux autres membres féminines, Liz Mitchell et Marcia Barrett qui ont enregistré les chansons avec Frank Farian. Son destin est alors étroitement lié à celui du groupe jusqu'à ce qu'elle le quitte en 1985.